# アドニス・ステベンソン
アドニス・スティーブンソン（Adonis Stevenson、1977年9月22日 - ）、カナダのプロボクサー。元WBC世界ライトヘビー級王者。ハイチのポルトープランス出身。ニックネームはSuperman。かつてのトレーナーはエマニュエル・スチュワードでスチュワードの死後は甥のジャワ・ヒルがトレーナーを務めている。

## 来歴

### アマチュア時代
ステベンソンは幼少期まではハイチで生まれ育ち、その後カナダに移住した。現在も移住したケベック州に活動拠点がある。
1998年、売春斡旋と暴行の罪で有罪判決を受け4年間刑務所で過ごす。
ステベンソンはボクシングを始めたのが遅く刑務所を出所した27歳頃からボクシングを習い始める、上達が早くその年にケベック州ミドル級王座を獲得した。
2005年世界ボクシング選手権大会に出場するが1回戦で敗退した。
2006年、オーストラリア・メルボルンで行われたコモンウェルスゲームズのミドル級決勝で地元のジェロード・フレッチャーに敗れ銀メダルに終わる。この大会に出場したカナダ代表ボクサーで唯一メダルを獲得したことが評価され2005年-2006年のカナダ国内ベストアマチュア選手に選出された。
アマチュア時代の戦績は38戦33勝5敗。

### プロ時代
2006年9月30日、プロ入りしたステベンソンはモントリオールでプロデビューを行い。結果は初回22秒KO勝ち。
2007年12月7日、モントリオールのベル・センターでデビット・ワトソンとカナダスーパーミドル級王座を賭けて対戦。終始ステベンソンが有利に進め3-0の判定勝ちで王座獲得に成功した。
2008年4月5日、デシャイフ・スミスとWBCアメリカ大陸スーパーミドル級王座を賭けて対戦し、5回TKO勝ちで王座獲得に成功した。
2008年8月1日、アンソニー・ボンサンテと対戦し、初回46秒のKO勝ちを収めWBCアメリカ大陸スーパーミドル級王座の初防衛に成功した。
2009年9月25日、ジャーメイン・マッキーとWBCインターナショナルスーパーミドル級王座を賭けて対戦し、4回にダウンを奪ってペースを握り5回にふらついたマッキーに連打をまとめてレフェリーストップを呼び込み王座獲得に成功した。
2010年4月16日、アメリカデビュー。メリーランド州ウィコミッコ・コヴィック・センターにてダーネル・ブーンと対戦した。初回は順調の立ち上がりだったが、2回一瞬の隙を突かれて連打につかまり一気に攻められグロッキーになったところをレフェリーストップ。プロ初黒星を喫し、この敗戦でショックを受けて1年のブランクを作る。
2011年、エマニュエル・スチュワードと出会い師事するようになる。
2011年4月8日、NABA北米スーパーミドル級王者のデレック・エドワーズと対戦。初回は慎重な立ち上がりだったが、2回に2度ダウンを奪ってペースを握り、3回に追加のダウンを奪うとエドワーズがダイブして失神し、レフェリーはカウントを取らずにKOを宣告。王座獲得成功した。
2011年9月7日、MGMグランド・ガーデン・アリーナで、フロイド・メイウェザー・ジュニア対ビクター・オルティスの前座で上位ランカーのシュザー・アミンと対戦し、初回1分57秒TKO勝ち。ワンパンチでダウンを奪うとレフェリーはカウントを取らずにストップした。
2011年12月10日、アーロン・パイロ・ジュニアとNABA北米スーパーミドル級の初防衛とNABO北米スーパーミドル級王座を賭け対戦。攻めあぐねるも9回TKO勝ちを収めNABA王座の初防衛と、NABO王座の獲得に成功した。
2012年2月18日、IBF世界スーパーミドル級2位のヘスス・ゴンザレスとIBFインターコンチネンタルスーパーミドル級王座を賭け対戦。期待されていたゴンザレスを相手に初回1分39秒KO勝ち。
2012年4月20日、WBC世界スーパーミドル級3位ノエ・ゴンザレスが持つWBC世界スーパーミドル級シルバー王座を賭け対戦。一気に畳みかけ2回1分50秒TKO勝ちを収め王座を獲得した。
2012年10月20日、IBF世界スーパーミドル級3位ドン・ジョージとカール・フローチへの挑戦権を賭け対戦した。タフな相手に攻め続け、最終12回連打をまとめてレフェリーストップ。フローチへの挑戦権を獲得するも、フローチがWBA王者ミッケル・ケスラーとの王座統一戦に臨むことになり、ステベンソンとフローチの指名試合は幻となった。
チャンスを失いそうになったステベンソンはライトヘビー級に転向し、2013年3月22日、ダーネル・ブーンとの3年越しの雪辱戦。前戦とは違い終始ステベンソンがペースを握った。一気に攻めて6回ダウンを奪いブーンを豪快に失神させ、6回2分43秒KO勝ちを収め雪辱を果たした。
2013年6月8日、WBC世界ライトヘビー級王者チャド・ドーソンと対戦し、初回1分16秒TKO勝ちを収め王座獲得に成功、リングマガジン認定王座の獲得にも成功した。ステベンソンはIBF王者バーナード・ホプキンスとの統一戦を希望し「年内にもホプキンスと統一戦をやってライトヘビー級最強を証明しホプキンスに引導を渡したいね」と話した。なおこの試合は2013年度リングマガジン ノックアウト・オブ・ザ・イヤーに選ばれ受賞した。
WBCからトニー・ベリューと指名試合を行うよう指令を出されたが、その後ベリューとの対戦を確約することを条件に先にタボリス・クラウドと選択試合を行うことを許可された。
2013年9月28日、モントリオールのベル・センターで元IBF世界ライトヘビー級王者のタボリス・クラウドと対戦し、クラウドが7回終了時に棄権した為、初防衛に成功した。
2013年11月30日、ケベック・シティーのコリシー・ペプシで、WBC世界ライトヘビー級1位でWBC世界ライトヘビー級シルバー王者のトニー・ベリューと対戦し、6回1分50秒TKO勝ちを収め、2度目の防衛に成功した。この試合はHBOが放送し130万人が視聴した。
2014年5月24日、モントリオールのベル・センターでアンドルー・フォンファラと対戦し、12回3-0（115-110×2、116-109）の判定勝ちを収め、3度目の防衛に成功した。試合後に2回に左手を負傷していたことを明かした。
2014年12月17日、WBC総会で翌年3月14日に行われるセルゲイ・コバレフ対ジャン・パスカルの勝者をWBC世界ライトヘビー級王座の指名挑戦者とし、WBC世界ライトヘビー級ダイヤモンド王座を与えると通知を出した。
2014年12月19日、ケベック・シティーのコリシー・ペプシでWBC世界ライトヘビー級5位のディミトリ・スホットスキーと対戦し、5回2分42秒KO勝ちを収め、4度目の防衛に成功した。
2015年3月27日、WBCがセルゲイ・コバレフと対戦交渉を行うよう指令を出した。交渉がまとまらない場合4月17日に入札が行われるとのこと。
2015年4月4日、ケベック・シティーのコリシー・ペプシで元WBC世界スーパーミドル級王者でWBCスーパーミドル級6位のサキオ・ビカと対戦し、12回3-0（115-111、116-110、115-110）の判定勝ちを収め、5度目の防衛に成功した。
2015年4月14日、コバレフ側が入札を辞退することを発表した。
2015年9月11日、トロントのリコー・コロシアムでWBC世界ライトヘビー級9位のトミー・カーペンシーと対戦し、3回21秒TKO勝ちを収め、6度目の防衛に成功した。
2015年11月5日、WBCの年次総会でWBA・IBF・WBO世界ライトヘビー級スーパー王者のセルゲイ・コバレフと王座統一戦を行うよう指令が出された。
2016年7月29日、ケベック・シティのコリシー・ペプシでWBC世界ライトヘビー級8位で元NABO北米ライトヘビー級王者のトーマス・ウィリアムス・ジュニアと対戦し、4回2分54秒KO勝ちを収め、7度目の防衛に成功した。
2017年2月27日、WBCがステベンソンにWBC世界ライトヘビー級1位のエレイデル・アルバレスと指名試合を行うよう通達した。30日以内に交渉が合意に至らない場合は入札が行わるとのこと。
2017年3月16日、ステベンソンが指名挑戦者のエレイデル・アルバレスに待ち料金を支払い、ステベンソンが次戦を指名試合ではなく選択試合を行う承諾を得た。なお、ステベンソンの指名試合は2013年11月のトニー・ベリュー戦以来行われていない。
2017年6月3日、モントリオールのベル・センターでアンドルー・フォンファラと対戦し、2回38秒TKO勝ちを収め、8度目の防衛に成功した。
2017年7月7日、WBCはステベンソンを2017年7月度の月間MVPに選出した。
2018年5月19日、トロントのエア・カナダ・センターにて、元WBA世界ライトヘビー級王者でWBC世界ライトヘビー級1位のバドゥ・ジャックと対戦し、12回0-1（114-114×2、113-115）の引き分けに終わったが、9度目の防衛に成功した。
2018年6月18日、WBCより正規王者のステベンソンと王座統一戦を行うように指令を通知したが、交渉がまとめられず同年7月2日に入札が行われ、グウォジクを擁するトップランクとステベンソンを擁するGYM・ボクシングとTGBプロモーションズが連合グループで入札に参加、トップランクが165万ドルを提示したのに対してGYMボクシングとTGBプロモーションズの共同グループが210万ドルを提示しGYMとTGBの連合グループが落札した。ファイトマネーの分配はステベンソンが65%（136万5000ドル）でグウォジクが35%（73万5000ドル）となった。
2018年12月1日、ケベック・シティーのビデオトロン・センターにてWBC世界ライトヘビー級暫定王者のオレクサンドル・グウォジク（ウクライナ）と王座統一戦を行い、11回2分49秒KO負けを喫し10度目の防衛に失敗、王座から陥落した。その試合終了後にステベンソンは体調に異変を来たし救急病院へ搬送されて重度の外傷性脳損傷と判明したため緊急手術を受けた。その後12月下旬になって昏睡状態から意識を回復し、ボクシング復帰は難しいものの日常生活には支障のない状態まで回復した。
2020年4月11日、元妻がステベンソンの個人口座から891,000ドル（約9500万円）を許可なく引き出したとして、ステベンソンの母親が代理となって元妻を訴えた。ステベンソンと元妻は前年の12月上旬に離婚したと伝えられた。

## 戦績
- アマチュアボクシング：38戦 33勝 5敗
- プロボクシング：32戦 29勝 (24KO) 2敗 1分

| 戦           | 日付           | 勝敗 | 時間     | 内容    | 対戦相手                         | 国籍           | 備考                                                            |
| ------------ | -------------- | ---- | -------- | ------- | -------------------------------- | -------------- | --------------------------------------------------------------- |
| 1            | 2006年9月30日  | ☆    | 1R 0:22  | KO      | マイク・ファンク                 | カナダ         | プロデビュー戦                                                  |
| 2            | 2006年10月28日 | ☆    | 1R 3:00  | TKO     | フェレンツ・ランコンデ           | ハンガリー     |                                                                 |
| 3            | 2006年11月18日 | ☆    | 2R 1:08  | TKO     | ボニー・ジョー・マギー           | アメリカ合衆国 |                                                                 |
| 4            | 2006年12月11日 | ☆    | 1R 2:00  | TKO     | エドゥアルド・カルデロン         | メキシコ       |                                                                 |
| 5            | 2007年2月10日  | ☆    | 1R 1:47  | TKO     | エティアンヌ・ウィテカー         | アメリカ合衆国 |                                                                 |
| 6            | 2007年4月14日  | ☆    | 6R       | 判定3-0 | カール・コッカーハム             | アメリカ合衆国 |                                                                 |
| 7            | 2007年5月12日  | ☆    | 1R 1:23  | KO      | マーカス・トーマス               | バルバドス     |                                                                 |
| 8            | 2007年6月8日   | ☆    | 1R 2:00  | KO      | アルバロ・エンリケス             | メキシコ       |                                                                 |
| 9            | 2007年8月3日   | ☆    | 8R       | 判定3-0 | マーロン・ヘイズ                 | アメリカ合衆国 |                                                                 |
| 10           | 2007年12月7日  | ☆    | 10R      | 判定3-0 | デビッド・ワイトム               | カナダ         | カナダスーパーミドル級王座決定戦                                |
| 11           | 2008年4月5日   | ☆    | 5R 0:40  | TKO     | ダフィル・スミス                 | アメリカ合衆国 | WBC米大陸スーパーミドル級王座決定戦                             |
| 12           | 2008年8月1日   | ☆    | 1R 0:46  | KO      | アンソニー・ボンサンテ           | アメリカ合衆国 | WBC米大陸防衛1                                                  |
| 13           | 2009年9月25日  | ☆    | 5R 0:20  | TKO     | ジャーメイン・マッキー           | バハマ         | WBCインターナショナルスーパーミドル級王座決定戦                 |
| 14           | 2010年4月16日  | ★    | 2R 0:17  | TKO     | ダーネル・ボーン                 | アメリカ合衆国 |                                                                 |
| 15           | 2011年4月8日   | ☆    | 3R 1:48  | KO      | デレク・エドワース               | アメリカ合衆国 | NABA北米スーパーミドル級タイトルマッチ                          |
| 16           | 2011年9月17日  | ☆    | 1R 1:57  | TKO     | ディオン・サベージ               | アメリカ合衆国 |                                                                 |
| 17           | 2011年12月10日 | ☆    | 9R 0:43  | TKO     | アーロン・プライアー・ジュニア   | アメリカ合衆国 | NABO北米スーパーミドル級王座決定戦 NABA防衛1                    |
| 18           | 2012年2月18日  | ☆    | 1R 1:39  | KO      | ヘスス・ゴンザレス               | アメリカ合衆国 | IBFインターコンチネンタルスーパーミドル級王座決定戦             |
| 19           | 2012年4月20日  | ☆    | 2R 1:50  | TKO     | ノエ・ゴンザレス・アルコバ       | ウルグアイ     | WBCシルバー・世界ミドル級タイトルマッチ                         |
| 20           | 2012年10月12日 | ☆    | 12R 0:55 | TKO     | ドノバン・ジョージ               | アメリカ合衆国 | IBF世界スーパーミドル級挑戦者決定戦                             |
| 21           | 2013年3月22日  | ☆    | 6R 2:43  | KO      | ダーネル・ボーン                 | アメリカ合衆国 |                                                                 |
| 22           | 2013年6月8日   | ☆    | 1R 1:16  | KO      | チャド・ドーソン                 | アメリカ合衆国 | WBC世界ライトヘビー級タイトルマッチ WBC・リングマガジン王座獲得 |
| 23           | 2013年9月28日  | ☆    | 7R 終了  | TKO     | タボリス・クラウド               | アメリカ合衆国 | WBC防衛1                                                        |
| 24           | 2013年11月30日 | ☆    | 6R 1:50  | TKO     | トニー・ベリュー                 | イギリス       | WBC防衛2                                                        |
| 25           | 2014年5月24日  | ☆    | 12R      | 判定3-0 | アンドルー・フォンファラ         | ポーランド     | WBC防衛3                                                        |
| 26           | 2014年12月19日 | ☆    | 5R 2:42  | KO      | ディミトリー・スホットスキー     | ロシア         | WBC防衛4                                                        |
| 27           | 2015年4月4日   | ☆    | 12R      | 判定3-0 | サキオ・ビカ                     | オーストラリア | WBC防衛5                                                        |
| 28           | 2015年9月11日  | ☆    | 3R 0:21  | TKO     | トミー・カーペンシー             | アメリカ合衆国 | WBC防衛6                                                        |
| 29           | 2016年7月29日  | ☆    | 4R 2:54  | KO      | トーマス・ウィリアムス・ジュニア | アメリカ合衆国 | WBC防衛7                                                        |
| 30           | 2017年6月3日   | ☆    | 2R 0:28  | TKO     | アンドルー・フォンファラ         | ポーランド     | WBC防衛8                                                        |
| 31           | 2018年5月19日  | △    | 12R      | 判定0-1 | バドゥ・ジャック                 | スウェーデン   | WBC防衛9                                                        |
| 32           | 2018年12月1日  | ★    | 11R 2:49 | KO      | オレクサンドル・グウォジク       | ウクライナ     | WBC陥落                                                         |
| テンプレート |                |      |          |         |                                  |                |                                                                 |

## 獲得タイトル
アマチュア
- ケベック州ミドル級王座
- 2005年-2006年カナダ国内ベストアマチュア選手
- コモンウェルスゲームズ ミドル級部門銀メダル

プロ
- カナダスーパーミドル級王座
- WBCアメリカ大陸スーパーミドル級王座
- WBCインターナショナルスーパーミドル級王座
- NABA北米スーパーミドル級王座
- NABO北米スーパーミドル級王座
- IBFインターコンチネンタルスーパーミドル級王座
- WBC世界スーパーミドル級シルバー王座
- WBC世界ライトヘビー級王座（防衛9）
- リングマガジン世界ライトヘビー級王座

## 表彰
- 2013年度リングマガジン ファイター・オブ・ザ・イヤー
- 2013年度リングマガジン ノックアウト・オブ・ザ・イヤー（チャド・ドーソン戦）
- WBC 2017年7月度月間MVP